# Кукшевичи
Ку́кшевичи (бел. Кукшавічы) — деревня в Дзержинском районе Минской области Беларуси. Входит в состав Дзержинского сельсовета.

## География
В 3 км от Дзержинска, в 35 км от Минска, в 1,5 км от железнодорожной станции Койданово.

### Гидрография
Расположена на реке Усса.

## История
Известна со 2-й половины XVI века и упоминается как село в составе имения Крысово и владение Радзивиллов. Находилась в Минском повете Минского воеводства ВКЛ. В 1620 году относилась к имению Койданово. После второго раздела Речи Посполитой в составе Российской империи.
В 1800 году — 38 дворов, 246 жителей, владение князя Доминика Радзивилла в Минском уезде. В середине XIX века принадлежала графу Э.Чапскому и находилась в составе Кукшевичской сельской громады, в 1870 году проживали 187 ревизских душ. В 1864 году было открыто народное училище, в котором в 1892 году обучались 46 мальчиков и 17 девочек. В конце XIX века — начале XX века, Кукшевивичи — деревня в Станьковской волости. В 1897 году — насчитывалось 102 двора, где проживали 724 жителя. В деревне работала школа, хлебозаготовительный магазин, церковь на кладбище.
В мае 1905 года за порчу помещицкого сенокоса по решению суда на сельчан были применены штрафные санкции. Во время Первой мировой войны деревня находилась в прифронтовой зоне и была сожжена, после чего в округе появилось 8 новых деревень, среди них Марс и Юпитер. В 1917 году проживали 595 жителей. С 20 августа 1924 года — в Станьковском сельсовете, Койдановского (затем Дзержинского) района Минского округа. С 31 июля 1937 года по 4 февраля 1939 года в составе Минского района. В 1926 году в Кукшевичах проживали 705 жителей, насчитывалось 141 хозяйство. В годы коллективизации был организован колхоз «Звезда», который обслуживала Дзержинская МТС. В деревне работали механическая и шерстяная мастерские, кузня, начальная школа (в 1924 году — 73 ученика), торфпредприятие.
В Великую Отечественную войну с 28 июня 1941 года по 7 июля 1944 года оккупирована немецко-фашистскими захватчиками. На фронте погибли и пропали без вести 54 жителя деревни. Во время войны действовала молодёжно-комсомольская подпольная группа, под руководством В.Н. Вашкевича.
В 1960 году — 400 жителей, деревня нахрдилась в Станьковском сельсовете и входила в состав колхоза имени Дзержинского. В 1991 году — 90 дворов, 216 жителей. По состоянию на 2009 год в составе филиала СЗК «Крутогорье—Петковичи».

## Население
| Численность населения (по годам) | Численность населения (по годам) | Численность населения (по годам) | Численность населения (по годам) | Численность населения (по годам) | Численность населения (по годам) | Численность населения (по годам) | Численность населения (по годам) |
| 1800                             | 1909                             | 1897                             | 1917                             | 1926                             | 1960                             | 1991                             | 1999                             |
| -------------------------------- | -------------------------------- | -------------------------------- | -------------------------------- | -------------------------------- | -------------------------------- | -------------------------------- | -------------------------------- |
| 246                              | ↗760                             | ↘724                             | ↘595                             | ↗705                             | ↘400                             | ↘216                             | ↘147                             |
| 2004                             | 2010                             | 2017                             | 2018                             | 2020                             | 2022                             |                                  |                                  |
| ↗151                             | ↗167                             | ↘149                             | ↗158                             | ↘155                             | ↘138                             |                                  |                                  |

## Инфраструктура
Через деревню проходит местная дорога Н8444, которая связывает деревню с трассой Р65 (Дзержинск — Станьково — Добринёво — Озеро) и М1 (Брест — Российско-белорусская граница). На территории деревни  имеется сельский клуб, ферма и продуктовый магазин.

## Достопримечательности
На сельском кладбище находится могила Кучука Петра Николаевича — партизана, который погиб в бою против немецко-фашистских карателей в 1943 году, в 1947 году на месте захоронения установлен обелиск.

## Известные уроженцы
- Геннадий Тумаш[бел.] (настоящее имя — Евгений Дмитриевич Тумаш) — белорусский поэт, прозаик, переводчик. Член Союза писателей Беларуси и Общества белорусского языка.